# Claudio Pombo
Claudio Martín Pombo (Gualeguaychú, Entre Ríos, Argentina, 24 de abril de 1994) es un futbolista argentino. Juega de centrocampista en el Club Atlético Temperley, de la Primera Nacional de Argentina.

## Estadísticas

### Clubes
Actualizado hasta su último partido disputado el 14 de junio de 2025.
| Club                           | Div.          | Temporada     | Liga  | Liga  | Liga   | Copas nacionales | Copas nacionales | Copas nacionales | Torneos internacionales | Torneos internacionales | Torneos internacionales | Total | Total | Total  |
| Club                           | Div.          | Temporada     | Part. | Goles | Asist. | Part.            | Goles            | Asist.           | Part.                   | Goles                   | Asist.                  | Part. | Goles | Asist. |
| ------------------------------ | ------------- | ------------- | ----- | ----- | ------ | ---------------- | ---------------- | ---------------- | ----------------------- | ----------------------- | ----------------------- | ----- | ----- | ------ |
| Juventud Unida (G) Argentina   | 3.ª           | 2013-14       | 5     | 0     | 0      | 1                | 0                | 0                | —                       | —                       | —                       | 6     | 0     | 0      |
| Juventud Unida (G) Argentina   | 3.ª           | 2014          | 8     | 0     | 0      | —                | —                | —                | —                       | —                       | —                       | 8     | 0     | 0      |
| Juventud Unida (G) Argentina   | 2.ª           | 2015          | 24    | 0     | 0      | —                | —                | —                | —                       | —                       | —                       | 24    | 0     | 0      |
| Juventud Unida (G) Argentina   | 2.ª           | 2016-17       | 16    | 1     | 2      | —                | —                | —                | —                       | —                       | —                       | 16    | 1     | 2      |
| Juventud Unida (G) Argentina   | 2.ª           | 2017-18       | 22    | 4     | 0      | 1                | 0                | 0                | —                       | —                       | —                       | 23    | 4     | 0      |
| Juventud Unida (G) Argentina   | Total club    | Total club    | 75    | 5     | 2      | 2                | 0                | 0                | 0                       | 0                       | 0                       | 77    | 5     | 2      |
| Huracán de Goya Argentina      | 4.ª           | 2016          | 12    | 6     | 0      | —                | —                | —                | —                       | —                       | —                       | 12    | 6     | 0      |
| Huracán de Goya Argentina      | Total club    | Total club    | 12    | 6     | 0      | 0                | 0                | 0                | 0                       | 0                       | 0                       | 12    | 6     | 0      |
| Atlético Tucumán Argentina     | 1.ª           | 2018-19       | 1     | 0     | 0      | —                | —                | —                | —                       | —                       | —                       | 1     | 0     | 0      |
| Atlético Tucumán Argentina     | Total club    | Total club    | 1     | 0     | 0      | 0                | 0                | 0                | 0                       | 0                       | 0                       | 1     | 0     | 0      |
| Sarmiento de Junín Argentina   | 2.ª           | 2019-20       | 18    | 2     | 2      | 3                | 2                | —                | —                       | —                       | —                       | 21    | 4     | 2      |
| Sarmiento de Junín Argentina   | 2.ª           | 2020          | 8     | 2     | 0      | —                | —                | —                | —                       | —                       | —                       | 8     | 2     | 0      |
| Sarmiento de Junín Argentina   | 1.ª           | 2021          | 3     | 0     | 0      | 5                | —                | —                | —                       | —                       | —                       | 8     | 0     | 0      |
| Sarmiento de Junín Argentina   | Total club    | Total club    | 29    | 4     | 2      | 8                | 2                | 0                | 0                       | 0                       | 0                       | 37    | 6     | 2      |
| Instituto de Córdoba Argentina | 2.ª           | 2022          | 27    | 0     | 3      | —                | —                | —                | —                       | —                       | —                       | 27    | 0     | 3      |
| Instituto de Córdoba Argentina | Total club    | Total club    | 27    | 0     | 3      | 0                | 0                | 0                | 0                       | 0                       | 0                       | 27    | 0     | 3      |
| San Martín (T) Argentina       | 2.ª           | 2023          | 11    | 0     | 2      | 1                | 0                | 0                | —                       | —                       | —                       | 12    | 0     | 2      |
| San Martín (T) Argentina       | Total club    | Total club    | 11    | 0     | 2      | 1                | 0                | 0                | 0                       | 0                       | 0                       | 12    | 0     | 2      |
| Chacarita Juniors Argentina    | 2.ª           | 2023          | 12    | 2     | 2      | —                | —                | —                | —                       | —                       | —                       | 12    | 2     | 2      |
| Chacarita Juniors Argentina    | 2.ª           | 2024          | 36    | 4     | 2      | 2                | 0                | 0                | —                       | —                       | —                       | 38    | 4     | 2      |
| Chacarita Juniors Argentina    | Total club    | Total club    | 48    | 6     | 4      | 2                | 0                | 0                | 0                       | 0                       | 0                       | 50    | 6     | 4      |
| C. A. Temperley Argentina      | 2.ª           | 2025          | 14    | 2     | 0      | —                | —                | —                | —                       | —                       | —                       | 14    | 2     | 0      |
| C. A. Temperley Argentina      | Total club    | Total club    | 14    | 2     | 0      | 0                | 0                | 0                | 0                       | 0                       | 0                       | 14    | 2     | 0      |
| Total carrera                  | Total carrera | Total carrera | 217   | 23    | 13     | 13               | 2                | 0                | 0                       | 0                       | 0                       | 230   | 25    | 13     |
| 1.                             |               |               |       |       |        |                  |                  |                  |                         |                         |                         |       |       |        |

## Palmarés

### Torneos nacionales
| Título           | Club               | País      | Año  |
| ---------------- | ------------------ | --------- | ---- |
| Primera Nacional | Sarmiento de Junín | Argentina | 2020 |

### Otros logros
| Título                     | Club            | País      | Año  |
| -------------------------- | --------------- | --------- | ---- |
| Ascenso a Primera División | Instituto A. C. | Argentina | 2022 |